# Palatik
Palatik (în bulgară Палатик) este un sat în partea de sud-vest a Bulgariei în  Regiunea Blagoevgrad. Aparține administrativ de comuna Belița. Are o populație de 245 locuitori.

## Demografie
Componența etnică a satului Palatik
     Bulgari (99,21%)
     Nicio identificare (0,78%)
     Altele (0%)
La recensământul din 2011, populația satului Palatik era de 255 locuitori. Din punct de vedere etnic, majoritatea locuitorilor (99,21%) erau bulgari. Pentru 0,78% din locuitori nu este cunoscută apartenența etnică.